# Long Phụng
Long Phụng là một xã thuộc huyện Cần Giuộc, tỉnh Long An, Việt Nam.

## Địa lý
Xã Long Phụng nằm ở phía nam huyện Cần Giuộc, có vị trí địa lý:
- Phía đông giáp xã Đông Thạnh
- Phía tây giáp xã Long An và huyện Cần Đước với ranh giới là sông Cần Giuộc
- Phía nam giáp huyện Cần Đước với ranh giới là sông Cần Giuộc
- Phía bắc giáp xã Phước Vĩnh Tây.

Xã có diện tích 8,13 km², dân số năm 1999 là 4.936 người, mật độ dân số đạt 607 người/km².

## Hành chính
Xã được chia thành 4 ấp: Chánh Nhất, Chánh Nhì, Tây Phú, Phú Thạnh.